# Disembowelment
Disembowelment (estilizado diSEMBOWELMENT) fue una banda australiana de death/doom perteneciente a la segunda ola doom metal a principios de los noventa. Considerados por algunos como los pioneros de un auténtico death/doom brutal y ultralento de la mano de la banda estadounidense Winter, su influencia sin embargo se manifiesta en prácticamente todos los subgéneros de doom metal.

## Historia

### Orígenes
Disembowelment se formó en 1989 en Melbourne, Australia, por Renato Gallina y Paul Mazziotta como una banda de grindcore y noise de cochera llamada Bacteria. Alrededor del mundo se presentaba una asombrosa experimentación con los sonidos del heavy metal: en Noruega bandas como Mayhem, Burzum y Darkthrone tomaban la influencia de Bathory, Venom y Hellhammer para fabricar el sonido que posteriormente sería conocido como black metal; en Estados Unidos bandas como Grief y Eyehategod comenzaban a experimentar el grindcore de Carcass y Napalm Death con el doom metal de The Melvins o el Hardcore de Bad Brains, Black Flag y Flippers para comenzar a producir un sonido arrastrado, grosero y lentamente violento conocido como sludge metal; en Inglaterra bandas influenciadas por el traditional doom de The Obsessed, Trouble y Saint Vitus (más en la vena del heavy metal) buscaban un nuevo death metal lento, pesado y profundo y nacían bandas como Paradise Lost, Anathema y My Dying Bride. La consigna en el mundo metalero era clara: crear un sonido revolucionario que transformara, como alguna vez lo hicieron Black Sabbath o Venom, el género del heavy metal.
Australia no se escapaba de esa búsqueda de un nuevo sonido: mientras que a finales de los 80 y principios de los 90, al igual que sucedía en el resto del mundo, la influencia predominante era la del death metal y grindcore que importaban bandas estadounidenses y europeas, la escena metalera australiana era liderada por un puñado de bandas que de igual manera recogían la influencia de los estadounidenses Autopsy, de los brasileños Sarcófago, los neerlandeses del death metal, Asphyx, o los suecos Therion (sus primeros trabajos en la vena del death metal) para crear un sonido que fusionaba el death metal y el grindcore, el power metal y el doom metal. En aquellos entonces la escena australiana era dominada por bandas que se encontraban en la transición del death metal y el grindcore como Necrotomy, Corpse Molestation y Persecution con un sonido brutal y con fuerte influencia Gore y Noise. Es en ese escenario donde ve la luz diSEMBOWELMENT con una consigna: trascender el sonido metalero pesado imperante en Australia y crear un sonido nunca antes escuchado.

### En la vena del doom metal
En ese mismo año, 1989, Renato Gallina y Paul Mazziota deciden que era tiempo de abandonar el grindcore puro para experimentar con sonidos diferentes. Como Mazziota lo menciona en una entrevista a Septigore Zine, para cuando definen el camino que habría de tomar diSEMBOWELMENT, la idea era mezclar el death metal y grindcore brutal cuya influencia reconocen en bandas como Therion, Autopsy, Asphyx, Derketa, Nihilist, Crematory, Carbonized, Sarcofargo e Immolation con el Death/Doom de Paradise Lost o Cathedral. Su primer Demo, en 1991, Mourning September, es un trabajo de cuatro canciones de un sonido que muestra el interés de su experimentación enfocado al grindcore/death metal (conocido como Deathgrind) y el doom metal: con una edición bastante primitiva lo mismo se incluyen temas completamente atmosféricos como Intro-Mourning September o temas que por momentos recuerdan al Deathgrind de Autopsy y por otro, a los trabajos más en la vena del Hardcore extremo de The Melvins o Black Flag. En general, la influencia predominante se acerca a los primeros trabajos de las bandas británicas, Paradise Lost y My Dying Bride, pero con un toque indiscutible de un grindcore tan puro como el de Carcass. Cabe mencionar que para la producción de este disco contaron con la ayuda de Tim Aldridge en el bajo. 
La respuesta a este primer trabajo fue buena en general. Se les invitó para hacer una recopilación de death metal con la disquera MBR y esto les dio ánimo para producir la canción Extracted Nails en un estudio profesional. Poco tiempo después se incorpora Jason Kells como segundo guitarrista y sacan su segundo Demo, Deep Sensory Procession Into Aural Fate (1991), ya con mucho mejor calidad sonora, con dos canciones: 1.- River Of Salvation: a. My Divine Punishment b. The Tree Of Life And Death  y, 2.- A Burial At Ornans. As Your Soul Befalls... En el demo Deep Sensory Procession Into Aural Fate, que cuenta con la ayuda de Dean Ruprich en el bajo, de Necrotomy, ya se observan vestigios asombrosos el sonido original y particular de la banda. The Tree of Life and Death es un Grindcore/Doom de excelente manufactura, con voces guturales lentas y prolongadas; la batería de Mazziota establece un ritmo tan particular que se pierde por completo la similitud con las bandas británicas de la segunda ola de doom metal acercándose por momentos a un Funeral doom completamente original; los riffs de Gallina son la quintaesencia del doom metal, como si tomaras Find the Arise de Obituary, la mezclaras con Carcass y la llevaras a los límites extremos de la lentitud en un cóctel metalero de gran intensidad.
Después de este Demo consiguieron llamar la atención a la disquera Relapse Records para sacar el E.P Dusk y forma parte de la banda Matthew Skarajew (bajo). Con tres canciones, dos de su demo anterior y una nueva, Cerulean Transience of All My Imagined Shores, que posteriormente se incluiría en su único disco completo: Transcendence into the Peripheral. Para cuando su demo Dusk es producido (1992), bandas como Autopsy ya había incursionado de manera colateral en el doom metal, Carbonized incluía canciones experimentales con ambientes psicodélicos e influencias bizarras de Jazz, Therion comenzaba a incursionar en el metal sinfónico. Así, Cerulean Transience of All My Imagined Shores es definitivamente una canción que impuso nuevas pautas en el heavy metal; en la pura vena de la experimentación más radical se trata de una canción deprimente, con influencia tan disímbola como lo es el Avantgarde de Boyd Rice, The Cocteau Twins o Harold Budd y el sonido pulverizante y demoledor de Autopsy o Napalm Death; se mueve en un ambiente frío, oscuro, psicótico, ultralento, con atmósferas que (de una manera completamente alejada del grindcore) pulverizan los nervios. A este demo profesional para Relapse Records le seguiría el único L.P. que produjeron estando juntos: Transcendence Into The Peripheral.

### Trascendence Into The Peripheral
Resulta obvio, observando la pequeña trayectoria de la banda, que tanto Renato Gallina como Paul Mazziota, desde un principio no buscaban formar únicamente una banda de heavy metal extremo sino innovar el sonido metalero y convertirse en una banda de referencia en la escena musical. Ya con Dusk se observa el genio musical de la banda. Pero no es sino hasta 1993 que diSEMBOWELMENT muestra de manera sólida el nuevo estilo que habían de generar. Trascendence into the Peripheral es un disco que, desde su nombre, nos introduce en el sentido de su existencia porque es la periferia de todo lo antes conocido donde trasciende esta banda con su único e incomparable sonido. Mediante siete canciones completamente experimentales se nos introduce a un sonido extremo, pesado, sórdido, psicóticamente psicodélico, que ahonda en el Drone, el Noise, el death metal, el grindcore y que sin duda es pionero de los sonidos más puros del Drone Doom, Funeral Doom, Death/Doom, Grindcore/Doom y Avantgarde Doom. Bandas como Dolorian, Evoken, Sunn O))) y Neuralgia han tomado las ideas de esta banda para llevarlas a un punto más allá y a pesar de que en su tiempo diSEMBOWELMENT no gozó de la popularidad de las bandas pioneras de la segunda ola de doom metal (Anathema, My Dying Bride, Paradise Lost y Katatonia), actualmente es reconocida como una banda indispensable para comprender el doom metal y su música permanece como un obligatorio de todos aquellos que buscan entender la evolución del heavy metal en sus variaciones más extremas. Canciones como Cerulean Transience of All My Imagined Shores y The Spirits of the Tall Hall poseen una belleza indescriptible, una armonía particular, melancólica, brutal, violenta, que únicamente esta banda australiana, separada por cientos de kilómetros de mar del resto del mundo pudo haber imaginado. 
Poco tiempo después del lanzamiento la banda se separó. Gallina y Skarajew formaron la banda de grindcore, Trial Of The Bow y Mazziota formó en 1992 una banda de grindcore llamada Pulgar, también con Skarajew. En 2005 se vuelve a lanzar en venta por internet un recopilatorio de todos las canciones de la banda en un triple disco bajo el nombre de la banda: diSEMBOWELMENT.
Como dato curioso vale la pena mencionar que diSEMBOWELMENT nunca tocó en vivo en los cortos cuatro años que duró la banda.

## Miembros
- Renato Gallina - Vocales y guitarra.
- Jason Kells - Guitarras (A partir de Deep Sensory Perception into Aural Fate)
- Matthew Skarajew - Bajo y guitarra (A partir de Dusk)
- Paul Mazziotta - Batería.
- Tim Aldridge - Bajo (En Mourning September)
- Dean Ruprich - Bajo (En Deep Sensory Perception into Aural Fate)

## Discografía
- Mourning September (Demo, 1991)
- Deep Sensory Procession Into Aural Fate (Demo, 1991)
- Dusk (EP, 1992)
- Transcendence into the Peripheral (1993)
- diSEMBOWELMENT(3x CD Discografía completa - Edición especial, 2005)
- diSEMBOWELMENT(2x CD Discografía, 2005)